# 異文化コミュニケーション
異文化コミュニケーション（いぶんかコミュニケーション、英語: Cross-cultural Communication）とは、「文化的背景を異にする (異文化) 存在同士のコミュニケーション」のことである。訓練手段としては「異文化コミュニケーション・トレーニング（実践力養成、擬似体験学習）」がある。

## 概説
異文化コミュニケーションは、「コミュニケーション」や「文化」あるいは「異文化」と同様に可視的なものではなく、あくまでも私たちの頭の中で描いている概念である。異文化コミュニケーションは、自分探しの旅であるとよくいわれる。自分と異なる人や文化と交わることによって自分が何者なのかに気付かされ、アイデンティティ、そして自己が見えてくるのである。文化の違いはあらゆるところで見られる。同じ日本人同士であっても、性別、年齢、職業、社会的立場、出身地の違い、など数多くの異文化が存在し、それぞれの違いを乗り越えてコミュニケーションすることすべてが異文化コミュニケーションである。
自己と文化
人のおかれた環境やそこに伝わる文化が自己の形成に多分に関与している。
コミュニケーション
さまざまなメッセージが交差する接点である自己、そこで生じる現象であるといえる。

## 異文化を知る意義
幾度となく訪れた南米や“グレートジャーニー”を通し、さまざまな視点から日本と世界を見続けてきた武蔵野美術大学の関野吉晴教授は、「日本で当たり前のことは、外国に行ったら当たり前ではない。それを改めて認識することが、異文化を知るということであり、異文化を知る意義もそこにあると思う」と述べている。
外交交渉では、しばしば考え方や慣習の違いが対立と誤解の原因になる。そういう時はその更に奥にある歴史的、文化的背景を知っているか否かが重要になる。一見異なる習慣の裏に隠れている共通の考え方を見出して、理解を深め合い、交渉の妥結に貢献することが、現地に駐在する外交官の重要な責務のひとつなのである。

## 実践
コミュニケーションを円滑に行うためには、相手に対する敬意を忘れないことや、相手の考え方や立場からものをみるといった能力などが必要である。異文化コミュニケーションを実践する中で、まったく自分と違う価値観、常識を持つ人と付き合い、観察し、真似をする（どうして、そういうふうにそのことをするのか、などを具体的に理解していく）ほど、自分の常識、価値観、文化が広くなっていく。日本はその地理的条件から、かなり意識して異文化と触れ合わないと、いつまでも「自文化中心的段階」から抜け出せない。異文化を学ぶ手段はさまざまあり得るが、「旅」は最も強力な手段である。表現力や他者とのコミュニケーション能力は、日本人が苦手とすることの一つだが、「伝える」のではなく「伝え合う」という視点が大切である。

## コミュニケーション能力の重要性
世界中の企業が、従業員に求めるものの第一はコミュニケーション能力（Effective Communication〔話し言葉や書き言葉による思考の表現と伝達〕：効率よく自分の考えを伝え、よい効果を生み出す能力）だという。コミュニケーションの原義は「共有する」こと。コミュニケーション能力が求められているのは、交通、流通、情報通信分野の進歩発展により、人も物も金も一夜にして世界中を駆け巡り、どこの誰とでも簡単に会話や文章によるやりとりが出来る時代にあって、日常生活でもビジネスでも、それがことのほか大事な要素となってきたためであろう。

## 異文化体験から得られるもの
異文化体験を経て帰国して、日本で暮らす外国人と出会ううちに、日本文化のもつすばらしさも改めて見えてくる。「日本人のまじめな国民性」「気遣いのある言動」「チームプレイの得意さ」「おもてなしの心」、それらは外国人の目にとてもすばらしいものに映るようである。ここ数年、日本食のみならず、茶道や生け花、陶芸をはじめとした日本文化への関心や敬意が世界中で高まっている。外国の人たちは日本のことを知りたがっているが、そのことに最も気付いていないのは日本の中にいる多くの日本人である。外国に出ている人がみな口を揃えて言うのは、外国に住んでみて初めて日本の歴史や文化を如何に知らないか、外国ではどれだけ日本の文化が注目されているかを痛感するということである。

## 異文化コミュニケーションの誕生
1946年に創設されたアメリカ内務省では、アメリカ大使・外交官・大使館職員などが外国勤務を遂行するための事前準備研修を開発・実施している。同プログラムの開発・実施を担当し、特に設立当初の1951年から1955年にかけて中心的な役割を果したのは、エドワード・ホール（のちに異文化コミュニケーション分野の創設者といわれるようになる）とジョージ・トレーガーである。

## 異文化で予想される体験
文化背景の異なる人と生活してみると、私たちの常識が相手の常識でないことに直面する。日常的な文化の違いはどんなに小さくても、それが蓄積すると大きなストレスになり、私たちの精神状態に影響を与える。
トラブル
初めての異文化体験はトラブル続きとなりがち。ラーメンを音を出してすすって食べるようなささいな行為が、マナーの無知をさらけ出すようなもの。異文化においては、このようなささいなことこそがストレスに結びつく。時差ぼけでしかも新しい環境に慣れていない、はじめの数日は混沌とした中でストレスがどんどん高まるような問題が生じる。 日本人をはじめ、外国へ留学する際の問題は、些細なことが原因となっていることが多い。極端なトラブルだと、精神的に不安定な学生が、お世話になっているホストファミリー宅で命を絶ってしまうこともある。

## 非言語コミュニケーション
コミュニケーション全体を100とすると、言語を使って伝えられるメッセージは全体の約35、非言語によるコミュニケーションは65（70-80）を占めるといわれている。非言語コミュニケーションは、言葉だけでは伝えきれないメッセージを補うのに大きな役割を果たしている。多くの人は、言葉よりもそれ以外の表現の方をより強く真実であると感じる傾向がある。文化圏によって一つのジェスチャーや間の取り方がまったく異なる意味に受け止められがちで、言語と違い、非言語の方がより無意識のうちに使われているだけに、誤解を招き易い。

## ユーモアの効用
人は、笑いながら自分を笑わせている相手を殴ることはできない。笑っていると人を攻撃するほど体の筋肉に力を入れることはできない。ユーモアを発する人間に対して好意的な印象を持つのがユーモアの効果である。異文化衝突の多い多民族社会では、ユーモアは頻繁に見られるコミュニケーションのツールとなっている。日常の会話にユーモアを織り込むことにより、衝突を回避したり、敵対心や緊張感を緩和させたりして、人間関係の距離を縮めコミュニケーションをスムーズにする効果がある。
役割
異文化間の摩擦を和らげるのに、「笑い」「ユーモア」は大きな役割を果たす。お互いに真似をして、失敗して、笑い合って、そんな中から相互理解も生まれてくる。言葉は通じなくても、笑いの中で、異文化の者同士が本当に仲良くなれる、笑いのお陰で、摩擦を感じなくなる。
効用
欧米では30年ほど前からビジネスにおけるユーモアの効用が注目されている。1日の大半を過ごす職場でストレスを減少させ、心地よく過ごせる環境を作るということは結果的に生産性や、効率の良さにも反映される。ユーモアのある人材は企業や組織にとって有益であると考えられている。日本の大手損害保険会社の営業担当者400名を対象とした2006年のアンケート調査では、ユーモア度の高い担当者ほど営業成績がよいことが判っている。

## エスニック・ジョーク
「エスニックジョーク」も参照
エスニック・ジョークとは、ある特定の民族集団の行動・思考の特徴を利用して、“愚かさ・賢さ・狡猪・吝嗇・狡賢さ・大酒飲み・自虐的等”をスクリプトとして結びつけてジョークのなかに取り込んでいる。ユダヤ人は“狡猾”とか、スコットランド人は“吝嗇”等がよく知られている。
ジョークの例

## カルチャー・ショック
異文化コミュニケーションの中でも特に引き合いに出される概念。
症状
「必要以上に手を洗う」、「うつろな視線」、「無力、見捨てられたと感じる」、「騙されているのではないか、略奪されるのではないか、傷つけられるのではないかと怯える」、「強く自国・旧友を懐かしがる」、「頭痛や胃痛、吐き気」、「抑鬱、離人感、不眠」、「慢性的不安、欲求不満、パラノイア状態」、「どうしたらいいのか方向性を見失う」、「過度な自己防衛的態度」
それぞれの文化によって異なった考え方、異なった行為が行われるということをまず理解する必要がある。異文化に遭遇した場合、それをいきなり評価するのではなく、如何に自文化と異なるのかを正確に把握し、なぜそのような違いが起こりうるのかを理解する。そして、そこで知りえた知識をもとに、即断即決を出来るだけ避ける心構えが必要である。
最近ではカルチャー・ショックは避けるものではなくむしろ克服し、自己を大きく成長させるものとして捉えられている。その成長過程（アドラーによる「異文化への移行体験」transitional experience）は大きく二つに分けられる。まず、浅い自己認識から深い自己認識への変化、次に低い文化意識から高い文化意識への変化である。
新しい国に行くと買い物ひとつするにも、どこにいってよいか分からなかったり、買い物するのに何時間もかかったり、挙句の果て欲しいものが買えなかったりして無力さを感じることが多い。自己効力感（Self efficacy：ある文化の中で、場面に応じた適切な行動が取れる自信）を強めるのに一番効果的なのは、なるべく早く新しい環境について学び、慣れることである。

## 逆カルチャー・ショック
研究者によっては外国に行く際に感じるカルチャー・ショックよりも、帰国してから感じる逆カルチャー・ショック（別名、リエントリー・ショック）の方が大きい、と言う人もいる。その要因としては、「自分の文化に帰る」という期待が大きかっただけに、実際は自分や母国が思ったより変わっていて「裏ぎられた」、という失望（disconfirmed expectations）が大きいからではないだろうかと考えられている。

## 文化融合
日本人は、異文化を取り入れ、日本文化と融合させ、独自の新しいものを作り出すことが得意である。そもそも、日本文化そのものがさまざまな文化の混ざり合った混成文化である。つまり、文化融合は日本人のとても得意とするところである。日本語という言語にしても、多くの外来語を受け入れ、独自に変形させ、自在に使い分けている。食文化にしても、明太子パスタをはじめ、数多くの料理を「和風」に作り変えている。このような文化の過程を日本化、「ジャパニゼーション（Japanization）」と大島は呼んでいる。